# Johannes Semper

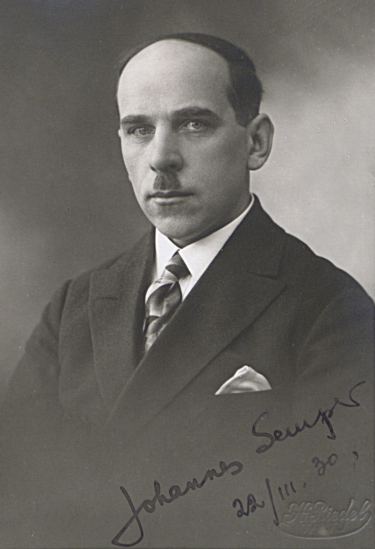
Johannes Semper (1930)

Johannes Semper (* 10. Märzjul. / 22. März 1892greg. in Pahuvere, damals Landgemeinde Tuhalaane, heute Landgemeinde Viljandi, Kreis Viljandi; † 21. Februar 1970 in Tallinn, damals Estnische SSR, Sowjetunion, heute Estland) war ein estnischer Schriftsteller und Übersetzer sowie kommunistischer Politiker.

## Leben

### Frühe Jahre
Johannes Semper wurde in eine Lehrerfamilie geboren. Von 1901 bis 1905 besuchte Semper das Heine-Progymnasium in Viljandi, von 1905 bis 1910 das Gymnasium in Pärnu.
Er studierte 1910 bis 1914 Philologie an der Universität in der russischen Hauptstadt Sankt Petersburg. 1915/16 belegte er das Fach Architektur am Rigaer Polytechnikum, das kriegsbedingt nach Moskau ausgelagert war. 1916/17 wurde er in die russischen Streitkräfte eingezogen. Er schloss die Militärschule in Moskau im Rang eines Fähnrichs ab.

### Politik
Mit dem Zusammenbruch der zaristischen Herrschaft in Russland schloss sich Semper linksrevolutionären Kreisen an. 1917 war er stellvertretender Vorsitzender des Estnischen Soldaten-Hauptausschusses (Eesti Sõjaväelaste Ülemkomitee, Главный комитет войнов эстовъ). 
Semper wurde Mitglied des Zentralkomitees der 1917 gegründeten Estnischen Partei der Sozialisten-Revolutionäre (Eesti Sotsialistide-Revolutsionääride Partei, ESRP), der estnischen Abspaltung der russischen Partei der Sozialrevolutionäre (Партия социалистов-революционеров).
1919/20 gehörte Semper der Verfassungsgebenden Versammlung der Republik Estland (Asutav Kogu) an, die die erste Verfassung für den jungen Staat ausarbeitete. Die ESRP war die am weitesten links stehende Partei in der Konstituante. Sie hatten in bei der Wahl zur Verfassungsgebenden Versammlung sieben der 120 Sitze erhalten. Im März 1920 bildete die ESRP mit dem linken Flügel der estnischen Sozialdemokratie die Estnische Unabhängige Sozialistische Arbeiterpartei (Eesti Iseseisev Sotsialistlik Tööliste Partei, ISTP).

### In der Sozialistischen Sowjetrepublik Estland
Mit der sowjetischen Besetzung Estlands im Juni 1940 stellte sich Semper auf die Seite der neuen stalinistischen Machthaber. 1940 wurde er Bildungsminister in der ersten kommunistischen Regierung. Im selben Jahr trat in die KPdSU ein.
Während der deutschen Besetzung Estlands von 1941 bis 1944 lebte Semper hinter der Front in der Sowjetunion. Von 1941 bis 1948 war er Kulturverantwortlicher für die Estnische SSR. Von 1940 bis 1951 gehörte er als Abgeordneter dem Obersten Sowjet der Estnischen SSR an. Von 1946 bis 1950 bekleidete er das Amt des Vorsitzenden des Schriftstellerverbands der Estnischen SSR an. 1945 wurde er „Verdienter Schriftsteller der Estnischen SSR“. 1947 erhielt er den Staatspreis der Estnischen SSR.
1950 fiel Semper in Ungnade bei den sowjetischen Behörden und wurde aus der KP ausgeschlossen. Ihm wurden sowohl „bürgerlicher Nationalismus“ als auch „Kosmopolitismus“ vorgeworfen. Semper schlug sich in dieser Zeit als anonymer Übersetzer durch. Erst 1955, nach Stalins Tod, wurde er rehabilitiert.
Von 1963 bis zu seinem Tod 1970 war Semper erneut Abgeordneter im Obersten Sowjet der Estnischen SSR. 1962 erhielt er den Leninorden. 1964 wurde ihm die Auszeichnung „Volksschriftsteller der Estnischen SSR“ verliehen.
Er schrieb auch den Text der Hymne der Estnischen Sozialistischen Sowjetrepublik.
Johannes Semper starb im Februar 1970. Er liegt auf dem Waldfriedhof in Tallinn begraben.

## Werke (Auswahl)
- Pierrot (Roman, 1917)
- Hiina kett (Novellensammlung, 1918)
- Jäljed liival (Gedichte, 1920)
- Maa ja mereveersed rütmid (Gedichte, 1922)
- Viis meelt (Gedichte, 1926)
- Sillatalad (Novellensammlung, 1927)
- Ellinor (Novellensammlung, 1927)
- Päike rentslis (Gedichte, 1930)
- Armukadedus (Roman, 1934)
- Tuuleratas (Gedichte, 1936)
- Lõuna risti all (Reisebeschreibungen, 1937)
- Kivi kivi peale (Roman, 1939)
- Ei vaikida saa (Gedichte, 1943)
- Risti-rästi läbi Euroopa (Reisebeschreibungen, 1953)
- Punased nelgid (Roman, 1955; deutsch Rote Nelken, Rostock 1969)
- Kuidas elaksid? (Gedichte, 1958)
- Mööda maid ja meresid (Reisebeschreibungen, 1958)
- Näidendid (Novellensammlung, 1961)
- Matk minevikku I (Erinnerungen, 1969)

Eine zwölfbändige Werkeausgabe erschien zwischen 1962 und 1978.
Daneben übersetzte Semper unter anderen Dante (Vita nova, 1924), Boccaccio, Stendhal, Hugo (Der Glöckner von Notre-Dame, 1924), Zola, Whitman, Verhaeren und Blok ins Estnische.

## Übersetzungen ins Deutsche
Von Semper liegt ein Roman auf Deutsch vor:
- Rote Nelken. Übersetzt von Alexander Baer. Rostock: Hinstorff [1960.] 420 S.

Eine Erzählung ist zweimal erschienen:
- Der Irrtum. Übersetzt von Siegfried Behrsing, in: Der letzte Strandräuber. Estnische Erzählungen aus sieben Jahrzehnten. Ausgewählt von Alexander Baer, Welta Ehlert, Nikolai Sillat. Berlin: Volk und Welt 1975, S. 72–90.
- Ein Irrtum. Übersetzt von Aivo Kaidja, in: Estnische Novellen. Ausgewählt von Endel Sõgel. Tallinn: Perioodika 1979, S. 113–132.

Verstreut sind auch einige seiner Gedichte in deutscher Übersetzung erschienen:
- Frühling in der Grosstadt [sic] – Reglose Stunden – Va banque – Selbstmord der Lokomotive. Übersetzt von Walter von Maydell, in: Almanach estnischer Dichtung und Kunst. Tartu: Pallas-Verlag 1927, S. 114–120.
- Wenn das Volk erwacht ... Übersetzt von Johann Warkentin (aus dem Russischen). in: Sowjetliteratur 8/1972, S. 7.
- Der verriegelte Speicher. Übersetzt von Waldemar Dege, in: Der flammende Dornbusch. Lyrik aus der Sowjetunion. Berlin: Verlag Volk und Welt 1987, S. 88–89.
- Ein Urwald. Übersetzt von Ilmar Laaban, in: Manfred Peter Hein (Hg.): Auf der Karte Europas ein Fleck. Gedichte der osteuropäischen Avantgarde. Zürich: Ammann Verlag 1991, S. 297.

## Privatleben
Johannes Semper war ab 1920 mit der estnischen Musikkritikerin Aurora Semper (1899–1982) verheiratet. Beider Tochter war die Pianistin Lilian Semper (1933–2007). Die erste Tochter Siiri-Mall (1930–1944) starb früh.